# Concilio de Pisa (1511)
El concilio de Pisa, a veces llamado conciliábulo, se reunió el 1 de noviembre de 1511, por iniciativa de Luis XII, con el objetivo de deponer al Papa Julio II, en abierta rivalidad con el Rey de Francia, motivado por la situación de la política italiana del momento. Ante la hostilidad de la población para su celebración, la asamblea tuvo que trasladarse primeramente de Pisa a Milán, luego a Asti y finalmente a Lyon. Mientras tanto, Julio II adoptó represalias convocando el Concilio de Letrán V, que se inauguró el 3 de mayo de 1512.

## Contexto histórico

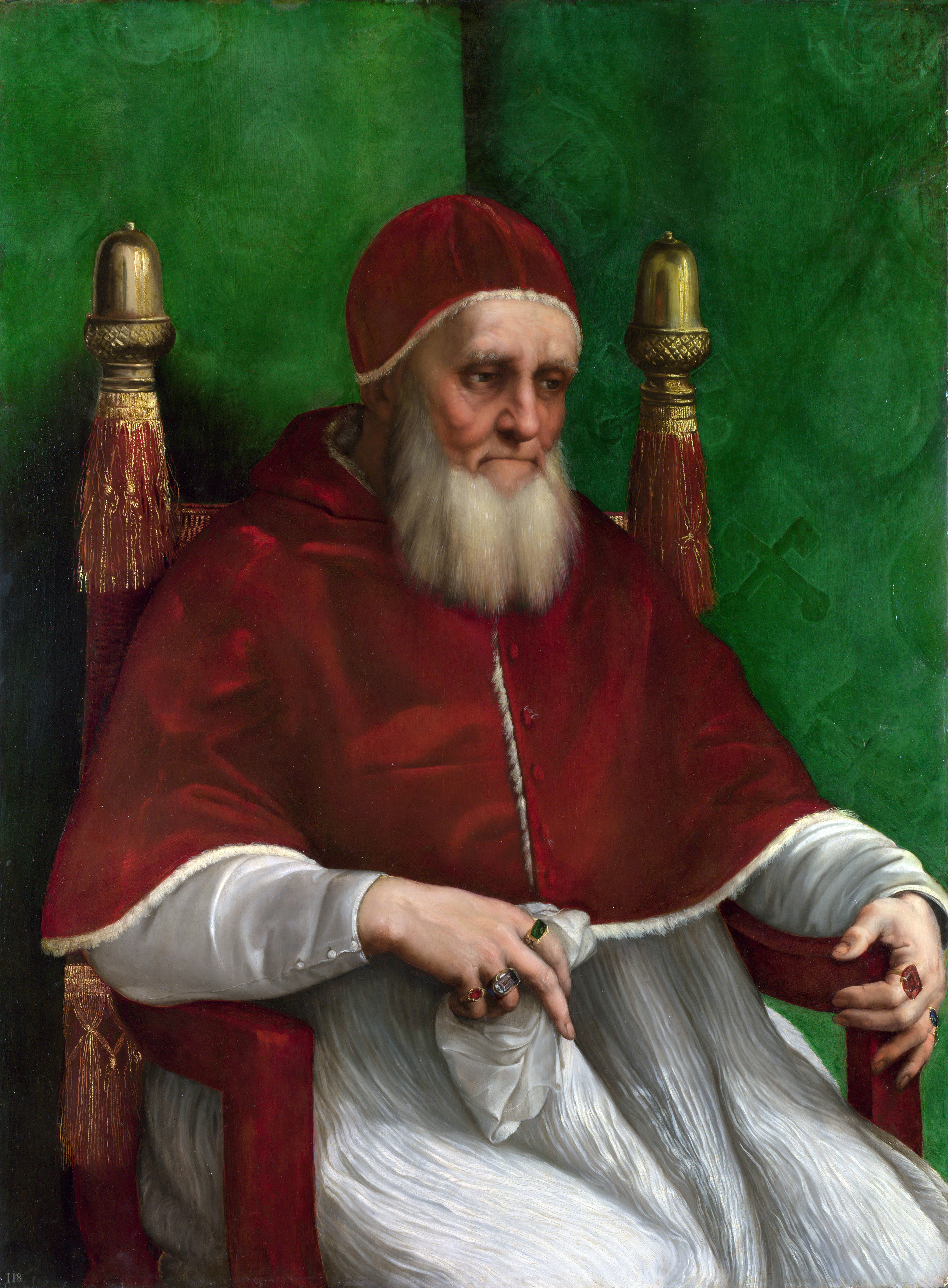
Retrato del Papa Julio II obra de Rafael Sanzio (1511).

### Guerra de la Liga Cambrai
Tratando de frenar la influencia veneciana en el norte de Italia, el Papa Julio II promovió una campaña conjunta contra la república. El 10 de diciembre de 1508, la Liga de Cambrai, una alianza antiveneciana, reúne al rey Luis XII de Francia con el emperador del Sacro Imperio Romano Germánico Maximiliano I y el rey en Aragón y Castilla, Fernando II de Aragón. Julio II entró en ella en marzo de 1509. El 14 de mayo, en la batalla de Agnadelio, los franceses obtuvieron una victoria decisiva sobre las fuerzas venecianas.

### Giro de Julio II
Mientras el poder veneciano se eclipsaba, el auge del dominio francés preocupaba a Julio II y retomó su idea de expulsarlos de Italia. En febrero de 1510 se alía con los venecianos y en marzo con los suizos reclutados por el valesino Matthieu Schiner, cardenal de Sión, enemigo de los franceses. También aseguró la neutralidad de Fernando II de Aragón.
En julio inició hostilidades contra Alfonso I, duque de Ferrara, aliado de Francia. A mediados de agosto, todo el norte de Italia estaba en estado de guerra.

### Respuesta de Luis XII

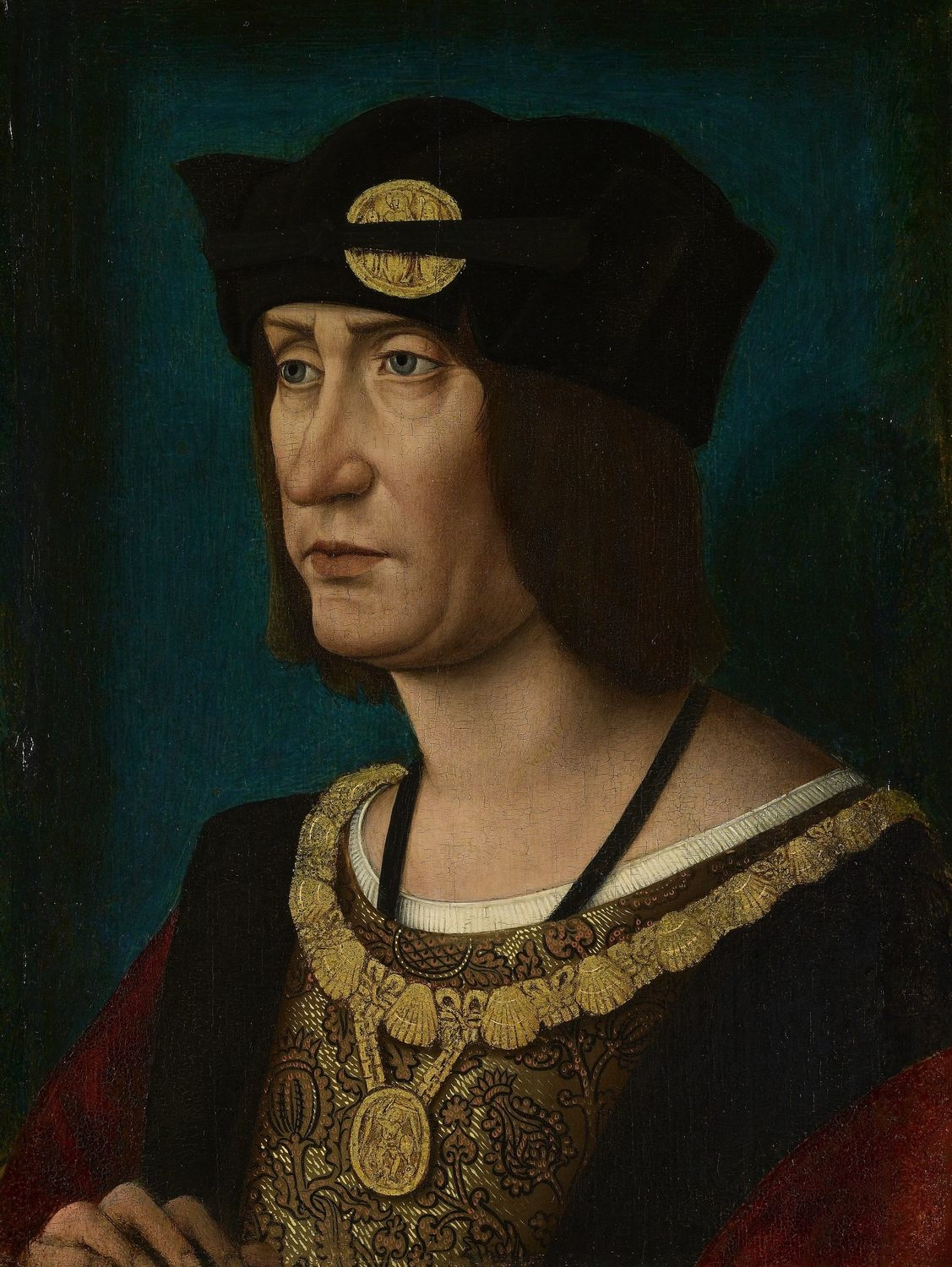
Luis XII rey de Francia.

Luis XII respondió primero con una campaña de panfletos que duraría tres años. Luego llevaría la respuesta al nivel eclesiástico. La asamblea del clero de Francia se reúne en Tours el 17 de septiembre de 1510 para reafirmar las libertades galicanas al renovar la Pragmática Sanción de Bourges, condenando los «crímenes, errores y traiciones» de Julio II y proclamando la superioridad del concilio general sobre el papado.
En el otoño de 1510, continuaron las escaramuzas oponiéndose los germanos a los venecianos y los pontificios a las tropas del duque de Ferrara. Una propuesta de paz de Luis XII y Maximiliano es rechazada por el Papa. En marzo y abril de 1511, los dos soberanos intentan de nuevo evitar el conflicto: sus enviados se encuentran en Mantua. Los franceses hicieron allí una propuesta muy moderada, que Julio II logró rechazar. Luis XII decidió entonces convocar un concilio para deponer al Papa. El clero de Francia le concedió una donación gratuita de 280 000 tornesas para ayudar al negocio.
Un decreto del Concilio de Constanza prevé la celebración periódica de concilios. Julio II se comprometió, en el momento de su elección, a convocar uno, pero nunca cumplió esta promesa. Los representantes del rey de Francia apelaron a los cardenales francófilos para que convocaran un concilio general. Los cardenales tienen derecho a hacerlo, siempre que el Papa se oponga a la mayoría del Sagrado Colegio.

## Convocatoria
El 16 de mayo de 1511 se convoca el concilio en Pisa por cardenales hostiles a Julio II. Se presenta como cita necesaria por la «negligencia» del papa.
La cita lleva los nombres de los españoles Bernardino López de Carvajal y Francisco de Borja; de los franceses Guillaume Briçonnet, René de Prie y Philippe de Luxembourg; y de los italianos Adriano de Corneto, Federico Sanseverino, Carlo del Carretto e Ippolito d'Este. En este documento, los cardenales critican severamente a Julio II. Protestan de antemano contra cualquier censura que pueda golpearlos. Convocan al Papa a aceptar la celebración de la asamblea, a asistir a ella o a hacerse representar en ella. La apertura del cabildo está fijada para el 1 de septiembre. Hasta entonces, Julio II no puede nombrar nuevos cardenales, ni promulgar nombramientos ya realizados, no puede sancionar a los que se adhieren al consejo, no debe tratar de impedir la reunión del consejo y no puede modificar los estatutos ni enajenar los bienes de la Iglesia.

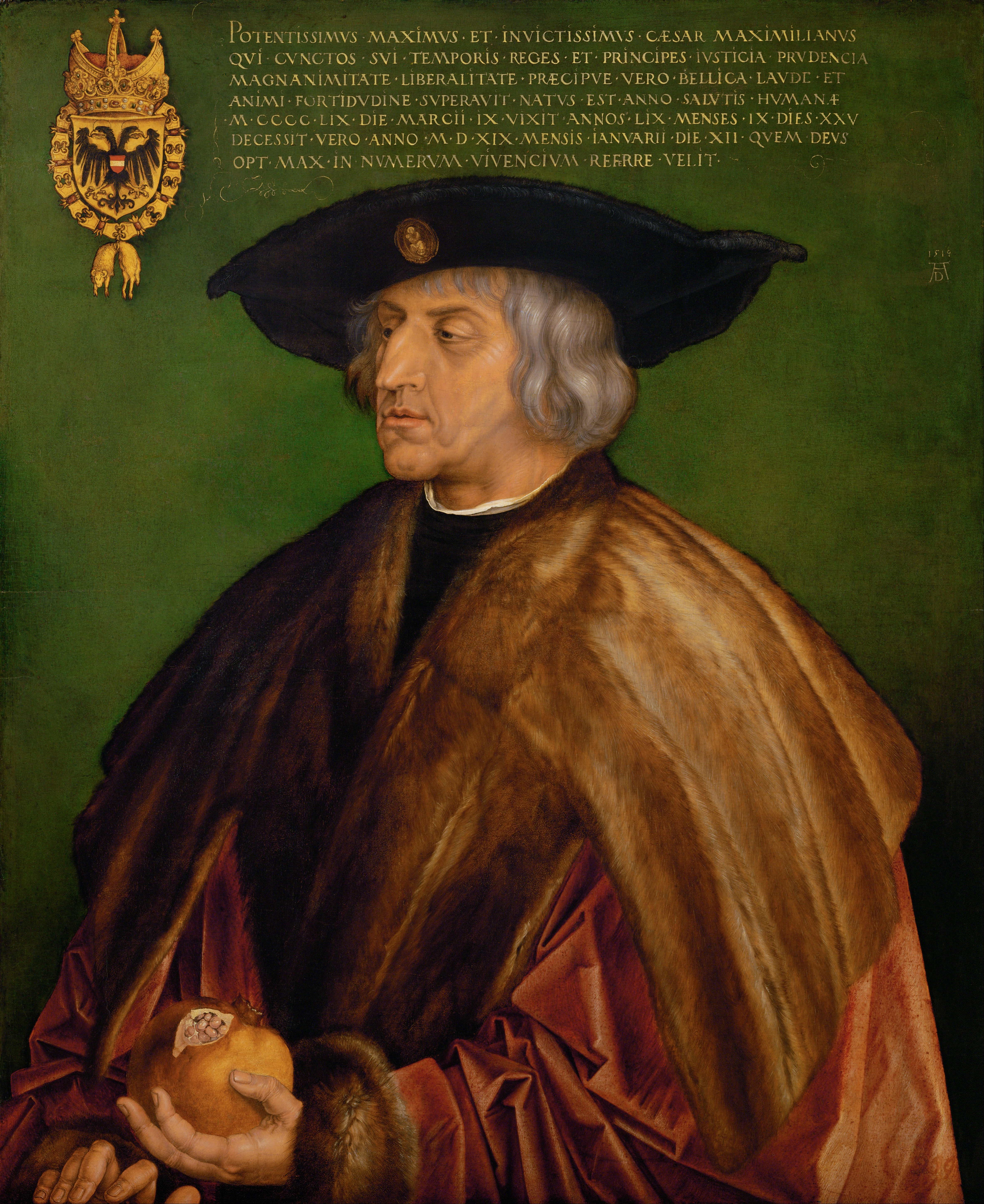
Emperador del Sacro Imperio Romano Germánico Maximiliano I

Esta convocatoria está dirigida a cardenales, obispos, capítulos, universidades y príncipes. Se transmite por toda la cristiandad.
En ese momento, una corriente antirromana agitaba el imperio. Maximiliano deseaba la independencia financiera de Roma, situación que sería para el imperio comparable a la de Francia desde la restauración de la Pragmática Sanción. Sobre todo, se opuso a Julio II al querer reconstituir la Liga de Cambrai contra Venecia. Finalmente, planea convertirse en papa. Pronto se reunió con las posiciones francesas. Pidió a los reyes de Hungría y Polonia que estuvieran representados en el concilio y que enviaran allí  prelados.
Luis XII toma Bolonia de manos de Julio II el 22 de mayo de 1511. Pero no quiere aprovechar su ventaja. Hace una propuesta de paz, donde dice que está dispuesto a renunciar al Concilio de Pisa.

## Reacción de Julio II
Julio II sólo se entera de la convocatoria del concilio el 28 de mayo. La iniciativa representa una amenaza para él. Sin embargo, logró salvar esta explosiva situación.
Publica una memoria que refuta ciertos puntos de la cita. Lo acusa en particular de falsificación, ya que lleva los nombres de cardenales ausentes. Y, de hecho, tres cardenales protestan porque sus nombres han sido utilizados sin su consentimiento: Felipe de Luxemburgo, Adrián de Corneto y Carlo del Carretto.
Constreñido y forzado, Julio II fulmina la bula Sacrosanctæ, fechada el 18 de julio de 1511, que convoca un concilio general en Roma, con el fin de neutralizar e invalidar el de Pisa. Fija la fecha para el 19 de abril del año siguiente. La convocatoria de un concilio por el Papa hace que el de Pisa pierda credibilidad.
El 17 de agosto Julio II cae gravemente enfermo; su fin parece cercano. Todo el mundo vive a la espera: se cree que esta muerte traerá la paz sin necesidad de convocar el consejo, convocado para 1 de septiembre. El día 10 los prelados franceses todavía estaban en Lyon.

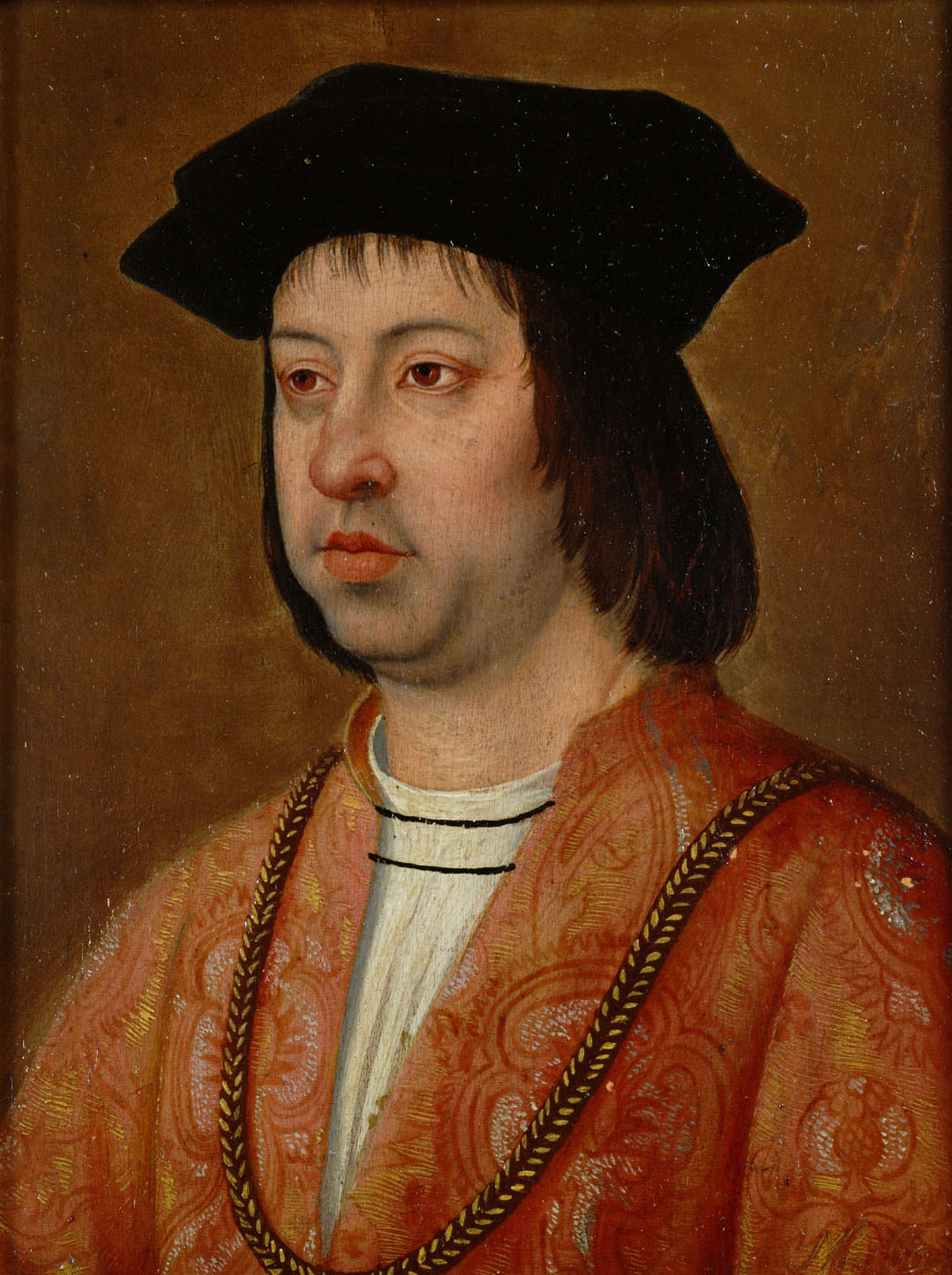
Fernando II de Aragón.

Pero Julio II se recupera y se prepara para reanudar las hostilidades a nivel militar. El 4 de octubre de 1511, forma una coalición contra el rey de Francia, la Santa Liga, aliándose con Venecia y Fernando II de Aragón. Enrique VIII de Inglaterra y los cantones suizos se unieron a esta coalición.
El 24 de octubre el Papa excomulga y destituye a cuatro cardenales rebeldes (Carvajal, Briçonnet, Prie y Borgia) y amenaza con las mismas penas a otros dos (Sanseverino y el francés Amaneo de Labrit). La medida arroja frío en el clero de España y del Imperio.  Maximiliano se aleja poco a poco de Luis XII, a partir de ahora sólo apoya a los cardenales cismáticos.  Además, en el reino de Francia el Concilio de Pisa está lejos de ser unánime: la reina Ana teme que traiga mala suerte al niño que está a punto de dar a luz, y la gente teme el costo de una guerra. En toda Europa, juristas y teólogos están debatiendo la legitimidad de este concilio, cuya apertura finalmente se pospone hasta el 1 de noviembre.

## Celebración
A mediados de octubre, los secretarios y servidores de los obispos llegaron a Pisa, donde fueron muy mal recibidos por la población. Los prelados llegan el 30 de octubre. Su protección estuvo a cargo de 150 arqueros, comandados por Lautrec. El 1 de noviembre, los padres encuentran las puertas de la catedral bloqueadas por los canónigos, por obra del obispo de Cortona Guglielmo Capponi.  Por lo tanto, es en la pequeña iglesia de Saint-Michel donde se abrirá el consejo.  Faltando dos cardenales largamente esperados (Sanseverino y d'Este), están presentes ese día:
- Cardenales Carvajal, Briçonnet, Prie y Albret, que tienen las voces de Sanseverino y Francisco Borgia (fallecido tres días después);
- dos arzobispos franceses, François II de Rohan (Lyon) y Tristán de Salazar (Sens);
- catorce obispos franceses;
- cuatro abades franceses;
- un abad italiano, Zaccaria Ferreri.

Están presentes diez observadores, así como asistentes, teólogos y juristas.
La primera sesión de trabajo tiene lugar el 5 de noviembre. La asamblea anula las censuras de Julio II.
La segunda sesión tiene lugar el 7 de noviembre en la catedral de Pisa. Los padres proclaman los cinco decretos sobre los que se basa el concilio. Luego refutan los cuatro reproches que les dirigió Julio II.  Declaran que no buscan atentar contra su dignidad: solo quieren restaurar el gobierno de los «principales», para poner fin a la omnipotencia del papa.
La población es cada vez más hostil. El 9 de noviembre, una riña sangrienta enfrentó a pisanos y soldados florentinos contra soldados franceses y los sirvientes de los cardenales.
La tercera sesión tiene lugar el 12 de noviembre. Los padres saben que se hace urgente remediar los males que aquejan a la Iglesia; que es necesario renovar un clero de moral laxa e insuficiente formación doctrinal; que es necesario poner fin a la corrupción, en particular en la curia romana…  Proclaman su resolución de no separarse antes de que la Iglesia no se reforme en su fe y en sus costumbres.  Y confirman los decretos del Concilio de Constanza según los cuales la autoridad de los concilios generales prevalece sobre la del papa.
Sintiéndose inseguros en Pisa, pensaron que era prudente trasladar el consejo a Milán, donde se convocó la cuarta sesión para el 13 de diciembre. Los prelados irreductibles llegan allí el día 7 de enero de 1512. A pesar de la presencia de las tropas francesas, recibieron una recepción tan hostil como en Pisa. La cuarta sesión tiene lugar sólo el 4 de enero. La asamblea suspendió allí a Julio II, por diversas razones, como la sodomía.

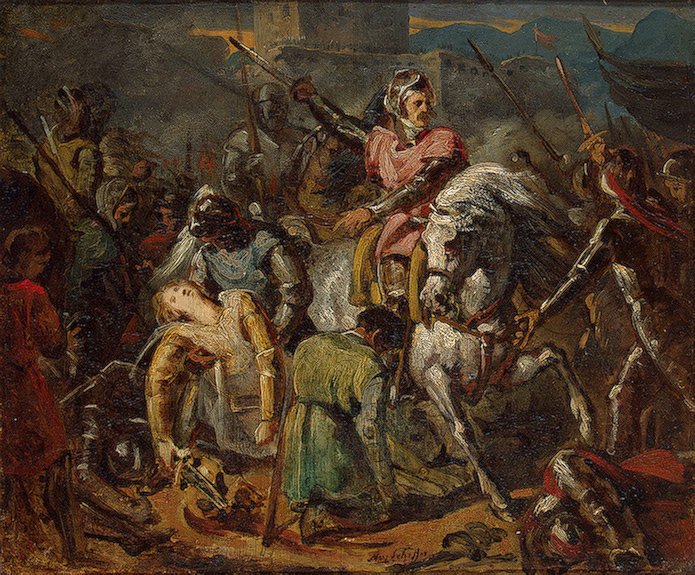
Muerte de Gastón de Foix en la Batalla de Rávena.

A finales de enero las tropas de la Santa Liga entran en campaña, y el 30 Julio II despide al cardenal Sanseverino, que no se sienta en el concilio, pero que se niega a unirse al papa. Luis XII, por su parte, está decidido a destronar a Julio II. Tuvo un notable joven general, su sobrino, Gastón de Foix, que despejó Bolonia y Brescia y que el 11 de abril aplastó a los españoles ante Rávena. Murió ese mismo día. El cardenal Sanseverino asistió a la batalla como legado del consejo. En su prisa por marchar sobre Roma para destronar a Julio II, se peleó continuamente con La Palice, que sucedió a Gaston de Foix. La Palice, al no tener órdenes de Luis XII, se demora demasiado en Rávena.
Toda Romaña pronto estuvo en manos francesas. La noticia de la derrota llegó a Roma el 14 de abril, junto con rumores de intervenciones sobrenaturales que sugerían que Dios había elegido bandos. Es el pánico general en la ciudad. Julio II planea huir. Pero, al día siguiente, se entera de la muerte de Gaston de Foix, y del desorden en que esta muerte ha sumido al campamento francés. Se recompuso.
La séptima sesión del Concilio de Pisa-Milán tuvo lugar el 19 de abril; la octava tiene lugar el 21. Los padres de «todo el pueblo cristiano» dejar de reconocer a Julio II.  Prohíben que nadie le obedezca, porque él es «perturbador del consejo, absentista y autor de cisma».  Votan su deposición.
El concilio general convocado por Julio II se inauguró el 3 de mayo en el Palacio de Letrán.  Es el quinto Concilio de Letrán.  Condena con vehemencia el «conciliabulo» de Pisa-Milán.  Después de las dos primeras sesiones, Maximiliano, sin unirse a la Santa Liga, llegó a un acuerdo con el Papa: autoriza el paso por su tierra de refuerzos suizos enviados contra Luis XII. Las cinco sesiones celebradas en vida de Julio II se dedicaron principalmente a promulgar decretos contra el Concilio de Pisa y la Pragmática Sanción de Bourges.
El 4 de junio, los padres del concilio cismático trasladaron su asamblea a Asti, donde no se sintieron más seguros que en Milán.
La Palice es incapaz de imponerse a los cuatro ejércitos que la amenazan.  El caso se convierte en un desastre.  En dos meses y medio, Luis XII perdió todo el fruto de la victoria de Rávena. El 28 de junio La Palice se retira a los Alpes, arrastrando en su huida a los padres del concilio cismático.
Estos últimos recurren a Lyon.  Luis XII acepta la destitución de Julio II que se pronuncia. Lo hizo registrar en el parlamento. Los padres se dispersan, sin haber procedido a la clausura oficial del concilio.

## Consecuencias
Julio II triunfa. El 3 de diciembre, día de apertura de la tercera sesión, Maximiliano se unió solemnemente al Concilio de Letrán. Su representante, el cardenal Mathieu Lang, leyó en su nombre una declaración de condena del Concilio de Pisa.  La sesión termina con la lectura de una bula papal que cancela una vez más todos los actos del Concilio de Pisa y coloca a Francia bajo prohibición.  En la quinta sesión, celebrada el 16 de febrero de 1513, la Pragmática Sanción está condenada. Julio II murió el 21 siguiente.
El 18 de diciembre de 1513, Luis XII desautoriza el Concilio de Pisa y se une a las tesis del de Letrán. En 1517, el Concilio de Letrán declara nulas y sin efecto las resoluciones tomadas en el Concilio de Pisa. Los prelados que participaron en ella se vieron obligados a presentar sus disculpas al Papa.